# Luigi Ernesto Palletti
Ernesto Luigi Palletti (Génova, 29 de outubro de 1956) é um bispo católico italiano, actual bispo de Diocese de La Spezia-Sarzana-Brugnato.
Após obter o diploma em Piano pelo Conservatorio Niccolò Paganini em Génova, iniciou os seus estudos teológicos e foi ordenado presbítero a 29 de junho de 1983 na Arquidiocese de Génova, por Giuseppe Siri.
Até ao final do ano 1996 foi vigário paroquial em Pontedecimo e Sestri Ponente, período no qual também lecciona a disciplina de religião e fica responsável como capelão hospitalar.
Em 1995 é nomeado confessor no seminário menor e entre 1996 até à sua ordenação episcopal fica encarregue da chancelaria arquiepiscopal. Foi nomeado cónego da Catedral de San Lorenzo em 1998 e, posteriormente, em 2001 foi nomeado director espiritual do seminário maior.
Em 18 de dezembro de 2004 foi nomeado bispo auxiliar de Génova pelo Papa João Paulo II, e bispo titular de Fondi. A ordenação episcopal decorreu a 16 de janeiro de 2005 e teve como ordenante o cardeal Tarcisio Bertone S.D.B., na altura arcebispo de Génova, e como co-ordenantes, o arcebispo Paolo Romeo e o bispo Alberto Tanasini.
A 20 de outubro de 2012 é nomeado bispo de La Spezia-Sarzana-Brugnato pelo Papa Bento XVI, diocese onde entra solenemente a 2 de dezembro do mesmo ano.